# Canh ki na
Canh ki na (danh pháp khoa học: Cinchona) là một chi của khoảng 25 loài trong họ Thiến thảo (Rubiaceae), có nguồn gốc ở vùng nhiệt đới Nam Mỹ. Chúng là các loại cây bụi lớn hay cây thân gỗ nhỏ cao từ 5–15 mét với lá xanh quanh năm.
Các lá của chúng mọc đối, hình tròn hay hình mũi giáo, dài từ 10–40 cm. Hoa của chúng màu trắng, hồng hay đỏ, tạo thành các chùy hoa. Quả là loại quả nang nhỏ chứa nhiều hạt.
Các loài cây trong chi này là nguồn của nhiều loại ancaloit khác nhau, trong đó quan trọng nhất là quinin (ký ninh), một chất dùng làm thuốc hạ sốt đặc biệt hữu ích trong phòng chống bệnh sốt rét. Phần quan trọng về mặt y học của loại cây này là vỏ cây, được người ta róc ra từ thân cây, sấy khô và tán thành bột. Như là một loại cây thuốc, vỏ cây canh ki na còn được biết đến như là vỏ cây Peru.
Các loài canh ki na bị ấu trùng của một số loài bướm thuộc bộ Lepidoptera ăn hại, bao gồm bướm răng cưa (Ectropis crepuscularia) và các thành viên của chi Endoclita như E. damor, E. purpurescens và E. sericeus.
|  |  |  |

## Lịch sử
Tên gọi của chi này là do Linnaeus đặt vào năm 1742 theo nữ bá tước Chinchon, vợ của phó vương Peru, là người vào năm 1638 đã được thổ dân giới thiệu về các thuộc tính y học của vỏ cây. Tuy nhiên, lịch sử về các tính chất y học của vỏ cây này có lẽ đã được đề cập tới trong các sách vở từ những năm thập niên 1560–1570 (xem liên kết Ortiz dưới đây).
Nhà thực vật học người Italia Pietro Castelli đã viết một cuốn sách nhỏ đáng chú ý như là cuốn sách đầu tiên của người Italia có đề cập tới canh ki na. Vào thập niên 1630 (hoặc thập niên 1640, phụ thuộc vào nguồn dẫn chiếu), vỏ cây canh ki na đã được xuất khẩu tới châu Âu. Vào cuối thập niên 1640, phương pháp sử dụng vỏ cây đã được ghi chép trong Schedula Romana, và vào năm 1677 việc sử dụng vỏ cây này đã được ghi lại trong London Pharmacopoeia.
Các loài cây này được trồng tại Nam Mỹ, quê hương của chúng cũng như tại các khu vực nhiệt đới khác, chủ yếu là tại Ấn Độ và Java. Tại Việt Nam, nó được bác sĩ Alexandre Yersin giới thiệu vào đầu thế kỷ 20 tại Đà Lạt.

## Dược liệu
Vỏ cây Cinchona được các thầy tu ở Tây Ban Nha sử dụng làm thuốc chữa bệnh sốt rét từ thời xa xưa.